# Diabolical Fullmoon Mysticism
Diabolical Fullmoon Mysticism este albumul de debut al formației Immortal. Inițial era planificat ca albumul să fie numit Battles in the North.
Pentru melodia "The Call Of The Wintermoon" s-a filmat primul videoclip al formației; cei trei care apar în acest videoclip sunt Abbath, Demonaz și Kolgrim. Ulterior videoclipul a fost parodiat prin derularea pe repede înainte și înlocuirea melodiei originale cu melodia frecvent utilizată în The Benny Hill Show.

## Lista pieselor

### Ceremonial Crypt Side
1. "Intro" - 01:35
2. "The Call Of The Wintermoon" - 05:40
3. "Unholy Forces Of Evil" - 04:28
4. "Cryptic Winterstorms" - 06:08
5. "Cold Winds Of Funeral Dust" - 03:47

### Eternal Frost Side
1. "Blacker Than Darkness" - 04:17
2. "A Perfect Vision Of The Rising Northland" - 09:04

## Personal
- Abbath Doom Occulta - vocal, chitară bas
- Demonaz Doom Occulta - chitară, versuri
- Armagedda - baterie